# Восточная (Краснодарский край)
Восто́чная (иногда Восточное) — станица в Усть-Лабинском районе Краснодарского края России, образует Восточное сельское поселение, являясь его административным центром.

## География
Станица расположена в верховьях реки Кирпили, в степной зоне. На западе граничит с более крупной станицей Кирпильской.
Город Усть-Лабинск расположен в 16 км юго-западнее, ближайшая железнодорожная станция — в станице Ладожской в 10 км юго-восточней.

## История
Посёлок (хутор) Ладожский в юрте (земельном наделе) станицы Ладожской Екатеринодарского отдела Кубанской области, в 1912 году преобразован в станицу. Название Восточная (рассматривалось также название Дальневосточная) новообразованная станица получила в память русско-японской войны. В 1918 году, во время Гражданской войны на Кубани, был убит псаломщик Троицкого храма станицы Восточной Александр Донецкий.

## Население
| 2002  | 2010  | 2012  | 2013  | 2014  | 2015  | 2016  |
| ----- | ----- | ----- | ----- | ----- | ----- | ----- |
| 2284  | ↘2064 | ↘2044 | ↘2030 | ↘2020 | ↘2019 | ↗2027 |
| 2017  | 2018  | 2019  | 2020  | 2021  | 2023  |       |
| ↘2022 | ↘2001 | ↘1974 | ↘1960 | ↘1897 | ↘1875 |       |

## Известные жители, уроженцы
- В станице родились: народная артистка РСФСР Зайцева, Людмила Васильевна (1946), советский и российский график Виктор Иванович Мезенцев (1935-2003), российский певец и поэт Григорий Броян(1956).